# Annona montana
Annona montana, wird wie einige andere Arten (etwa Annona macroprophyllata) auch Schleimapfel genannt, ist eine Pflanzenart aus der Familie der Annonengewächse (Annonaceae). Ein englischer Trivialname ist Mountain soursop, direkt übersetzt etwa Berg-Sauersack.

## Beschreibung
Annona montana wächst als oft immergrüner Baum mit breiter Krone bis über 12 Meter hoch. Die stielrunden Zweige besitzen eine glatte Rinde. 
Die wechselständig an den Zweigen angeordneten Laubblätter sind kurz gestielt. Die einfache, ledrige und kahle, spitze bis zugespitzte oder bespitzte Blattspreite ist länglich oder eiförmig bis verkehrt-eiförmig mit abgerundeter bis spitzer Spreitenbasis. Die Blattoberseite ist glänzend.
Annona montana ist vorweiblich, protogyn. Die Blütezeit reicht von Mai bis Oktober. Die hängenden Blüten stehen end- oder blattgegeständig, manchmal ramiflor einzeln oder bis zu viert über zwei schuppenartigen Tragblättern. Die gestielten, relativ großen, duftenden Blüten sind zwittrig mit doppelter Blütenhülle. Der kleine Kelch ist außen feinhaarig. Es sind zwei Kreise mit je drei ungleich großen, fleischigen, gelb-rünen Kronblättern vorhanden. Es sind bis zu 2000 kurze Staubblätter vorhanden.
Die trockenen, stacheligen und grünen, eiförmigen, schuppigen Sammelfrüchte gelten als ungenießbar und werden bis über 15 Zentimeter groß, sowie mehrere Kilogramm schwer.

## Vorkommen
Die neotropische Art kommt ursprünglich in Costa Rica, Panama, auf Karibischen Inseln, Brasilien, Bolivien, Kolumbien, Ecuador und Peru vor.

## Nutzung
Annona montana dient als Veredlungsunterlage für Kulturformen aus der Gattung Annona.

## Systematik
Die Erstbeschreibung von Annona montana erfolgte 1837 durch James Macfadyen (1800–1850) in The Flora of Jamaica, 1, S. 7. Synonyme für Annona montana Macfad. sind: Annona marcgravii Mart., Annona muricata Vell., Annona pisonis Mart., Annona sphaerocarpa Splitg.